# Gare Windsor
Der Gare Windsor ist ein ehemaliger Bahnhof in der kanadischen Stadt Montreal. Er befindet sich im zentralen Arrondissement Ville-Marie an der Rue Peel. Das Gebäude im neuromanischen Stil entstand von 1887 bis 1889 unter der Leitung von Bruce Price und war der Montrealer Hauptbahnhof der Bahngesellschaft Canadian Pacific Railway. Seit 1993 wird er nicht mehr von Zügen bedient, stattdessen wird er seit einer umfassenden Renovation als Büro- und Hotelgebäude, sowie als Veranstaltungsfläche genutzt. Der Bahnhof steht unter Denkmalschutz und ist seit 1975 ein National Historic Site.

## Geschichte
Die 1881 gegründete Canadian Pacific Railway (CPR) stellte im November 1885 die transkontinentale Eisenbahnstrecke nach British Columbia fertig. Die ersten Züge verkehrten im Juni 1886 vom Montrealer Gare Dalhousie aus. Dieser Bahnhof war jedoch klein und lag ungünstig, weshalb die CPR beschloss, in der Nähe des Square Dominion einen größeren Bahnhof zu errichten und ihren Hauptsitz dorthin zu verlegen. Den Planungsauftrag erhielt der US-amerikanische Architekt Bruce Price zugesprochen. Er ließ sich von Henry Hobson Richardson inspirieren und entwarf ein repräsentatives Gebäude im neuromanischen Stil. Der Name des Bahnhofs leitet sich von seinem Standort an der Rue Windsor ab, die später in Rue Peel umbenannt wurde.
1887 begannen die Bauarbeiten, die ersten Züge verkehrten am 4. Februar 1889. Das wachsende Verkehrsaufkommen machte mehrere Erweiterungen des Bahnhofs notwendig. 1900 entstand, abgestimmt auf Prices Bauwerk, ein Gebäudetrakt entlang der Rue Osborne (heute Rue de La Gauchetière). Ein weiterer Trakt entstand von 1909 bis 1914 entlang der Rue Craig (heute Rue Saint-Antoine). Dieser Trakt enthielt das Einwanderungsamt sowie einen Wartesaal, der in den ersten Jahren ausschließlich Chinesen vorbehalten war.
1978 übernahm die staatliche Bahngesellschaft VIA Rail den Personenverkehr von der CPR und der Canadian National Railway (CN). Ab dem Sommer 1979 verkehrten die meisten früheren CPR-Fernzüge zum und vom ehemaligen CN-Hauptbahnhof Gare Centrale. Ab 1981 verkehrten nur noch Vorortszüge nach Vaudreuil-Dorion–Rigaud. Der Bahnbetrieb wurde schließlich 1993 ganz eingestellt. Grund dafür war der Bau des Eishockeystadions Centre Bell auf dem Gleisvorfeld, so dass der Gare Windsor vollständig vom übrigen Bahnnetz getrennt war. Auf der gegenüberliegenden Seite des Stadions entstand der neue Gare Lucien-L’Allier als Ausgangspunkt der exo-Vorortslinien. 1996 verlegte die CPR ihren Hauptsitz nach Calgary. 2009 verkaufte sie den Bahnhof an das Unternehmen Cadillac Fairview.

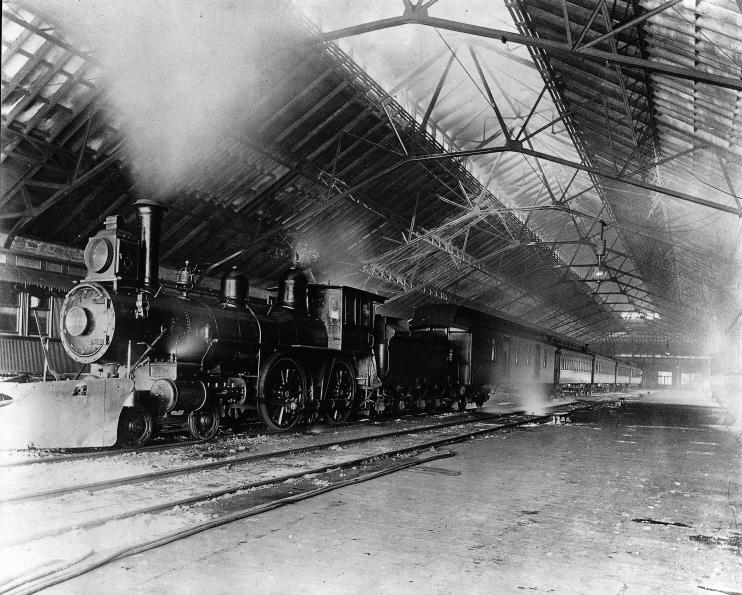
Ein Zug im Bahnhof (ca. 1890)
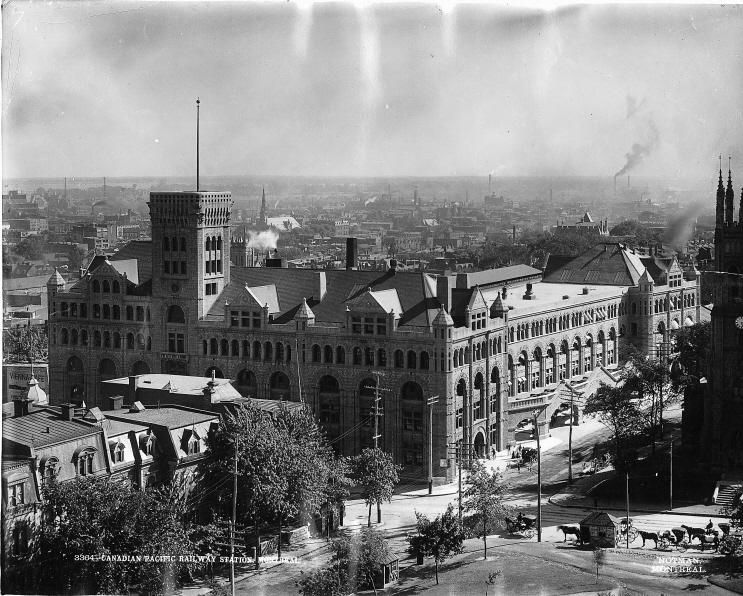
Der Bahnhof um 1900
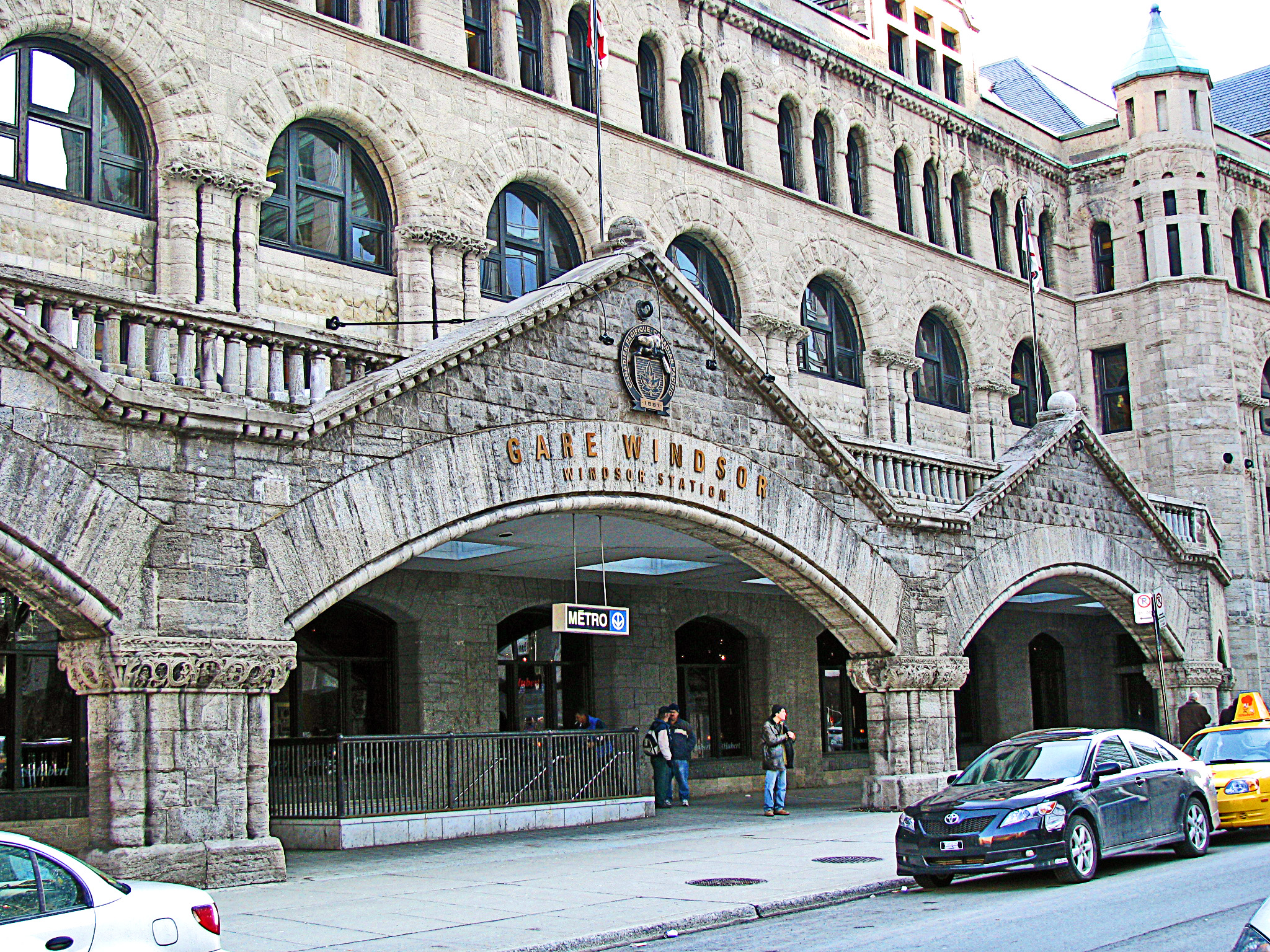
Haupteingang (2008)
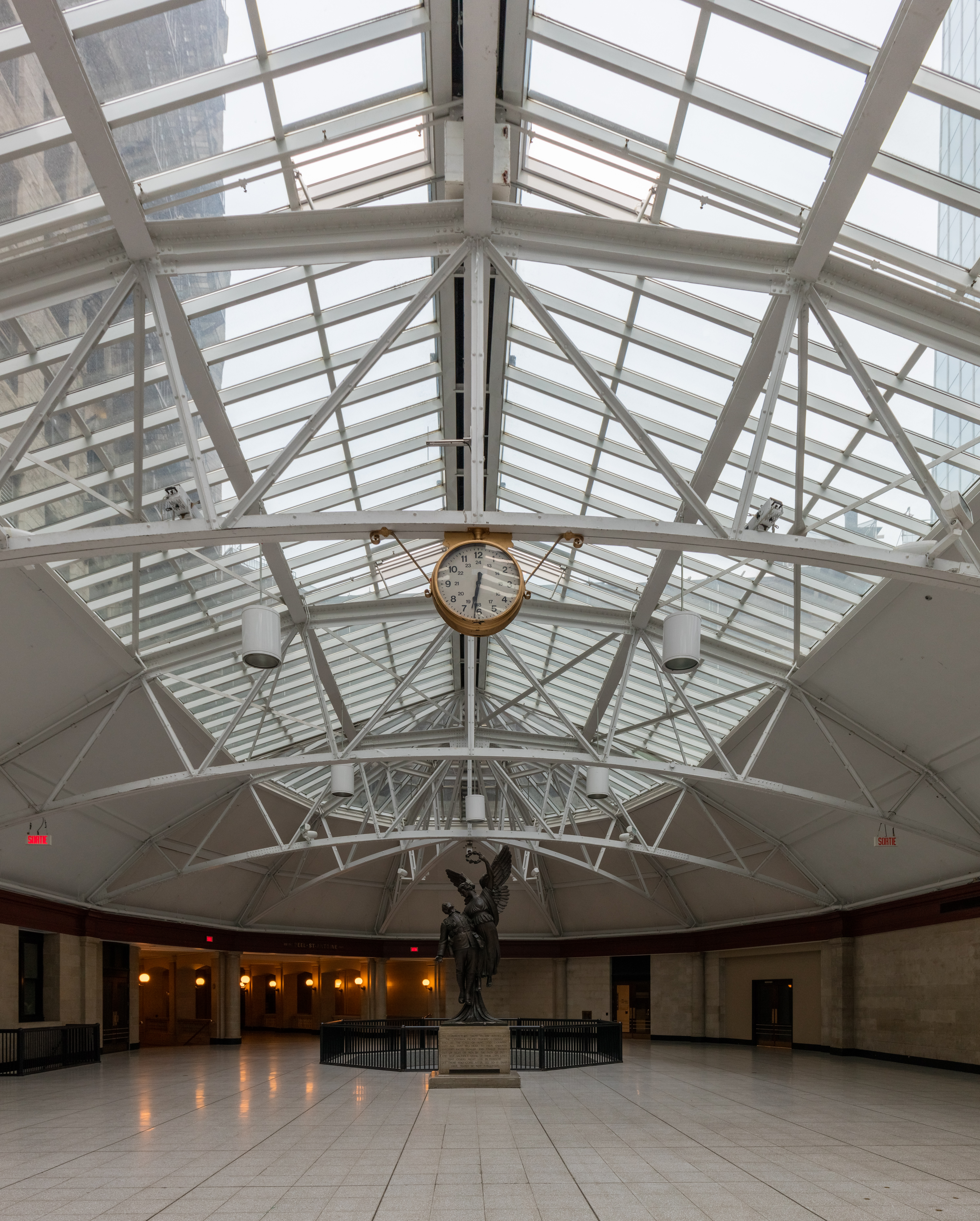
Teil der ehemaligen Bahnhofshalle (2017)

## Bauwerk
Heute nutzt die CPR weiterhin Teile des ehemaligen Bahnhofs. Unter anderem befinden sich hier die Räumlichkeiten der Bahnpolizei, die Betriebszentrale für Québec und das südliche Ontario, die Büros eines der Vizepräsidenten, die Immobilienverwaltung und das Unternehmensarchiv. Ebenfalls hier untergebracht ist hier das kanadische Eisenbahn-Schiedsgericht. Der Rest des Gebäudes wurde umgebaut und dient als Büro-, Hotel- und Restaurantkomplex. Die ehemalige Bahnhofshalle ist für die Öffentlichkeit zugänglich; es bestehen Zugänge zur U-Bahn, zum Centre Bell und zur Montrealer Untergrundstadt.